# Паниковец (Брянская область)
Паниковец (в старину — также Пониковец, Паниковица, Паниковцы и др.) — село в Выгоничском районе Брянской области, в составе Кокинского сельского поселения. Расположено в 10 км к северу от пгт Выгоничи, в 5 км к северо-западу от села Кокино. Население — 29 человек (2010).

## История
Впервые упоминается в конце XV века как запустевшее селище, пожалованное князю Ивану Кромскому; первоначально входило в состав Брянского уезда. В XVIII веке — владение Небольсиных, Мясоедовых, Тютчевых; позднее — Коленских, Львовых, Надеиных и др.
Вероятно, к началу XVII века в Паниковце существовал храм Николая Чудотворца (с 1654 в селе упоминается пустующее церковное место); новое здание храма было возведено в 1692—1699 гг. (не сохранился). В 1890 году была открыта церковно-приходская школа.
С последней четверти XVIII века до 1922 года село входило в Трубчевский уезд (с 1861 — в составе Красносельской волости, с 1910 в Кокинской волости). В 1922—1929 — в Выгоничской волости Бежицкого уезда; с 1929 в Выгоничском районе, а в период его временного расформирования (1932—1939, 1963—1977) — в Брянском районе.
До 1980 года — центр Паниковецкого сельсовета. В 1970 году к селу присоединен посёлок Егоровский.